# Arrondissement Douai
Das Arrondissement Douai ist eine Verwaltungseinheit des französischen Départements Nord innerhalb der Region Hauts-de-France. Hauptort (Sitz der Unterpräfektur) ist Douai.

## Kantone
Zum Arrondissement gehören Gemeinden aus vier Kantonen:
- Aniche
- Douai
- Orchies
- Sin-le-Noble

## Gemeinden
Die Gemeinden des Arrondissements Douai sind:
| 1. Aix-en-Pévèle (59004)        | 2. Anhiers (59007)            | 3. Aniche (59008)                   | 4. Arleux (59015)              |
| 5. Auberchicourt (59024)        | 6. Aubigny-au-Bac (59026)     | 7. Auby (59028)                     | 8. Auchy-lez-Orchies (59029)   |
| 9. Beuvry-la-Forêt (59080)      | 10. Bouvignies (59105)        | 11. Bruille-lez-Marchiennes (59113) | 12. Brunémont (59115)          |
| 13. Bugnicourt (59117)          | 14. Cantin (59126)            | 15. Courchelettes (59156)           | 16. Coutiches (59158)          |
| 17. Cuincy (59165)              | 18. Dechy (59170)             | 19. Douai (59178)                   | 20. Écaillon (59185)           |
| 21. Erchin (59199)              | 22. Erre (59203)              | 23. Esquerchin (59211)              | 24. Estrées (59214)            |
| 25. Faumont (59222)             | 26. Féchain (59224)           | 27. Fenain (59227)                  | 28. Férin (59228)              |
| 29. Flers-en-Escrebieux (59234) | 30. Flines-lez-Raches (59239) | 31. Fressain (59254)                | 32. Gœulzin (59263)            |
| 33. Guesnain (59276)            | 34. Hamel (59280)             | 35. Hornaing (59314)                | 36. Lallaing (59327)           |
| 37. Lambres-lez-Douai (59329)   | 38. Landas (59330)            | 39. Lauwin-Planque (59334)          | 40. Lécluse (59336)            |
| 41. Lewarde (59345)             | 42. Loffre (59354)            | 43. Marchiennes (59375)             | 44. Marcq-en-Ostrevent (59379) |
| 45. Masny (59390)               | 46. Monchecourt (59409)       | 47. Montigny-en-Ostrevent (59414)   | 48. Nomain (59435)             |
| 49. Orchies (59449)             | 50. Pecquencourt (59456)      | 51. Râches (59486)                  | 52. Raimbeaucourt (59489)      |
| 53. Rieulay (59501)             | 54. Roost-Warendin (59509)    | 55. Roucourt (59513)                | 56. Saméon (59551)             |
| 57. Sin-le-Noble (59569)        | 58. Somain (59574)            | 59. Tilloy-lez-Marchiennes (59596)  | 60. Villers-au-Tertre (59620)  |
| 61. Vred (59629)                | 62. Wandignies-Hamage (59637) | 63. Warlaing (59642)                | 64. Waziers (59654)            |